# Angel Eyes (película)
Angel Eyes es una película romántica de 2001 dirigida por Luis Mandoki. La música fue compuesta por Marco Beltrami, y aparece Jennifer Lopez, James Caviezel, Jeremy Sisto, y Terrence Howard.

## Sinopsis
Mientras persigue a un sospechoso, la agente de la policía de Chicago Sharon Pogue (Jennifer Lopez) está a punto de caer en una mortal emboscada. Sin embargo es salvada por un personaje extraño y angustiado, Catch (Jim Caviezel), que desarma en el último instante al criminal. Ambos creen haberse visto con anterioridad y se enamoran. Más adelante se verán obligados a hacerle frente a sus respectivos secretos. Como que la esposa e hijo de Catch están muertos. Ya se dio a entender esto en el inicio de la cinta.

## Reparto
- Jennifer Lopez como la agente de policía Sharon Pogue.
- James Caviezel como Steven Lambert aka Catch.
- Jeremy Sisto como Larry Pogue.
- Terrence Howard como Robby.
- Sonia Braga como Josephine Pogue.
- Victor Argo como Carl Pogue.
- Monet Mazur como Kathy Pogue.
- Shirley Knight como Elanora.
- Daniel Magder como Larry Jr.
- Guylaine St-Onge como Annie Lambert.
- Connor McAuley como Max Lambert.
- Jeremy Ratchford como Ray Micigliano.
- Peter MacNeill como Dennis Sanderman.
- Eldridge Hyndman como  Jamal.
- Kari Matchett como Candace.
- Michael Cameron como Charlie.
- Marcello Thedford como Peebo.
- Dave Cox como K-Dog.
- Ron Payne como Priest.
- Paul A. MacFarlane como Fotógrafo.
- Dan Petronijevic como Chico peleando.
- Stephen Kay como Tony Pindella.
- Grant Nickalls como Joe.
- Jim Feather como Anciano.
- Matt Birman como Conductor.
- Eric Coates como Hombre de auto.
- Chuck Campbell como Joven Hombre.
- Jeff J.J. Authors como Otro hombre joven.
- John Shepard como Otro hombre joven.
- Stephanie Moore como Oficial Vanessa.
- Ron Johnston como Bajista.
- Nick Ali